# برايان سنودون
برايان سنودون (بالإنجليزية: Brian Snowdon)‏ هو لاعب كرة قدم بريطاني في مركز الدفاع، ولد في 1935 في بيشوب أوكلاند ‏ في المملكة المتحدة، وتوفي في 1995. لعب مع ديترويت كوجرز وكريستال بالاس ونادي بلاكبول ونادي بورتسموث ونادي مارغيت ونادي ميلوول.